# Jacobaea delphiniifolia
Jacobaea delphiniifolia là một loài thực vật có hoa trong họ Cúc. Loài này được (Vahl) Pelser & Veldkamp mô tả khoa học đầu tiên năm 2006.